# Edwin J. Messinger

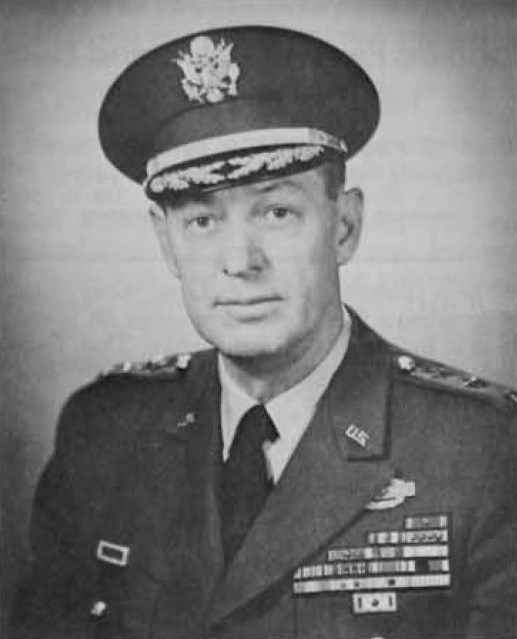
Edwin J. Messinger

Edwin John Messinger (* 1. März 1907 in Kingston, Ulster County, New York; † 28. Januar 1965 in Washington, D.C.) war ein Generalleutnant der United States Army. Er war unter anderem Kommandeur der 25. Infanteriedivision.
Edwin Messinger war ein Sohn von Jacob L. Messinger (1870–1933) und dessen Frau Caroline K. Rundel (1874–1940). In den Jahren 1927 bis 1931 durchlief er die United States Military Academy in West Point. Nach seiner Graduation wurde er als Leutnant der Infanterie zugeteilt. In der Armee durchlief er anschließend alle Offiziersränge vom Leutnant bis zum Drei-Sterne-General.
Im Lauf seiner militärischen Karriere absolvierte Messinger verschiedene Kurse und Schulungen. Dazu gehörten unter anderem das Command and General Staff College und das National War College. Außerdem studierte er an der University of Michigan.
In seinen jüngeren Jahren absolvierte er den für Offiziere in den niederen Rangstufen üblichen Dienst in verschiedenen Einheiten und Standorten. Dazu gehörten auch Aufgaben als Stabsoffizier in verschiedenen Hauptquartieren. Anfang der 1930er Jahre war er in Fort Niagara stationiert, wo er in einer Kompanie des 28. Infanterieregiments diente. Es folgte eine Versetzung nach Tianjin in China. Zwischenzeitlich gehörte er dem Lehrkörper der Militärakademie in West Point an.
Während des Zweiten Weltkriegs war Messinger mit der 17. Luftlandedivision auf dem europäischen Kriegsschauplatz eingesetzt. In dieser Division leitete er die Stabsabteilung G3 für Operationen. Er nahm mit seiner Division zunächst an deren Aufstellung und militärischen Ausbildung in North Carolina teil. Im August 1944 erfolgte die Verlegung der Division nach England und im Dezember 1944 nach Frankreich. Die Division unterstand dem XVIII. Luftlandekorps und marschierte nach Deutschland vor, wo sie unter anderem an der Operation Varsity, einer Luftlandeoperation am unteren Niederrhein, teilnahm.
Nach seiner Rückkehr in die Vereinigten Staaten studierte Messinger einige Zeit an der University of Michigan das Fach Lateinamerikanistik (Latin American affairs). Im Jahr 1946 wurde er zum Leiter der amerikanischen Militärmission in Costa Rica ernannt. Nach einer Verwendung als Bataillonskommandeur in Fort Lewis im Bundesstaat Washington wurde er im Koreakrieg eingesetzt. Dort gehörte er zunächst dem Stab der 2. Infanteriedivision an. Dann kommandierte er das 23. und dann das 9. Infanterieregiment. Mit beiden, der 2. Infanteriedivision unterstellten, Einheiten war er in Gefechte verwickelt. Für seinen Einsatz wurde er anschließend mit mehreren Orden ausgezeichnet.
Im Jahr 1953 erreichte Messinger mit seiner Beförderung zum Brigadegeneral die Generalsränge. Nach einer zwischenzeitlichen Verwendung als Stabsoffizier im Pentagon kehrte er 1953 nach Südkorea zurück, wo er dem Stab der 24. Infanteriedivision angehörte. Im Jahr 1954 wurde er Kommandant der Kadetten an der Militärakademie in West Point (Commandant of Cadets at West Point).
Im Jahr 1956 übernahm Edwin Messinger das Kommando über die 25. Infanteriedivision, das er bis 1957 bekleidete. Das Hauptquartier der Division befand sich damals in den Schofield Barracks in Hawaii. Anschließend blieb er zunächst in Hawaii, wo er dem Stab der damaligen United States Army Pacific angehörte. Diese war eine Vorläuferorganisation der späteren gleichnamigen, aber anders organisierten United States Army Pacific. Es folgte eine erneute Versetzung zum Pentagon, ehe er im September 1961 zum Leiter der amerikanischen Militärmission in der Türkei berufen wurde. Nach seiner Beförderung zum Generalleutnant wurde er im Jahr 1963 stellvertretender Kommandeur des U.S. Continental Army Commands in Fort Monroe in Virginia. Dieses Amt hatte er bis zu seinem Tod im Januar 1965 inne. Er starb im Amt an den Folgen einer Krebserkrankung und wurde auf dem Friedhof der Militärakademie in West Point beigesetzt.

## Orden und Auszeichnungen
Edwin Messinger erhielt im Lauf seiner militärischen Laufbahn unter anderem folgende Auszeichnungen:
- Distinguished Service Cross
- Army Distinguished Service Medal
- Silver Star
- Legion of Merit
- Bronze Star